# صنوبر حلبي
الصنوبر الحلبي نوع نباتي شجري يتبع الفصيلة الصنوبرية. سماه عالم النبات الاسكتلندي فيليب ميلر سنة 1768 نسبة إلى حلب في سوريا. ينتشر الصنوبر الحلبي في مناطق حوض البحر الأبيض المتوسط، وخاصة في المغرب والجزائر وتونس والمشرق العربي وصولاً إلى إسبانيا وجنوب فرنسا. [بحاجة لمصدر]

## الوصف
يمكن أن يصل ارتفاع الشجرة إلى 20 مترًا. [بحاجة لمصدر]

## الانتشار
هذه الشجرة البرية تتواجد على ضفاف البحر الأبيض المتوسط وهي شائعة إلى حد كبير في المغرب العربي وإسبانيا وإيطاليا، وجدت أيضا في منطقة المشرق العربي (سوريا وفلسطين ولبنان والأردن) وتركيا واليونان وألبانيا وكرواتيا وأوكرانيا، وتعرض في ولاية كاليفورنيا. وهي حساسة للحرائق.[بحاجة لمصدر]
الصنوبر الحلبي شجرة كبيرة تنمو بسهولة وبشكل طبيعي في التربة الكلسية وفي التربة الفقيرة والجافة. هي شجرة مقاومة وتتحمل المناخ الجاف وارتفاد درجات الحرارة، حيث تنمو في مناطق يبلغ متوسط هطول الأمطار السنوي فيها 250 مم فقط. ومع ذلك، فهي حساسة للفترات الطويلة من الصقيع وتساقط الثلوج الثقيلة، وفروعها هشة وتتكسر بسهولة.[بحاجة لمصدر]

## الكائنات الحية
تعيش في غابات الصنوبر الحلبي أنواع مختلفة من الطيور، إضافة إلى الفئران، السناجب، فراشات الصنوبر ويرقات الصنوبر، هذه الأخيرة هي حشرة مضرة بأشجار الصنوبر لأنها تقضي على جذوعها وقشورها الصلبة مما يؤدي إلى موت الأشجار.[بحاجة لمصدر]

## استخدامات الصنوبر الحلبي
يستخدم الصيادون أشجار الصنوبر لتعزيز شباك الصيد، ويستعمل عفص الصنوبر لصباغة الشعر، كما يستخدم خشبها في مجالات التعدين وبناء السفن والنجارة.[بحاجة لمصدر]
استخدمها اليونانيون لتحضير النبيذ المسمى روستينا، والتونسيون استخدموا الصنوبر لزيادة رائحة الشاي، كما يستعمل في المطبخ لتحضير عصيدة الزقوقو التونسية ،التي تعد في المولد النبوي.[بحاجة لمصدر]

## معرض الصور

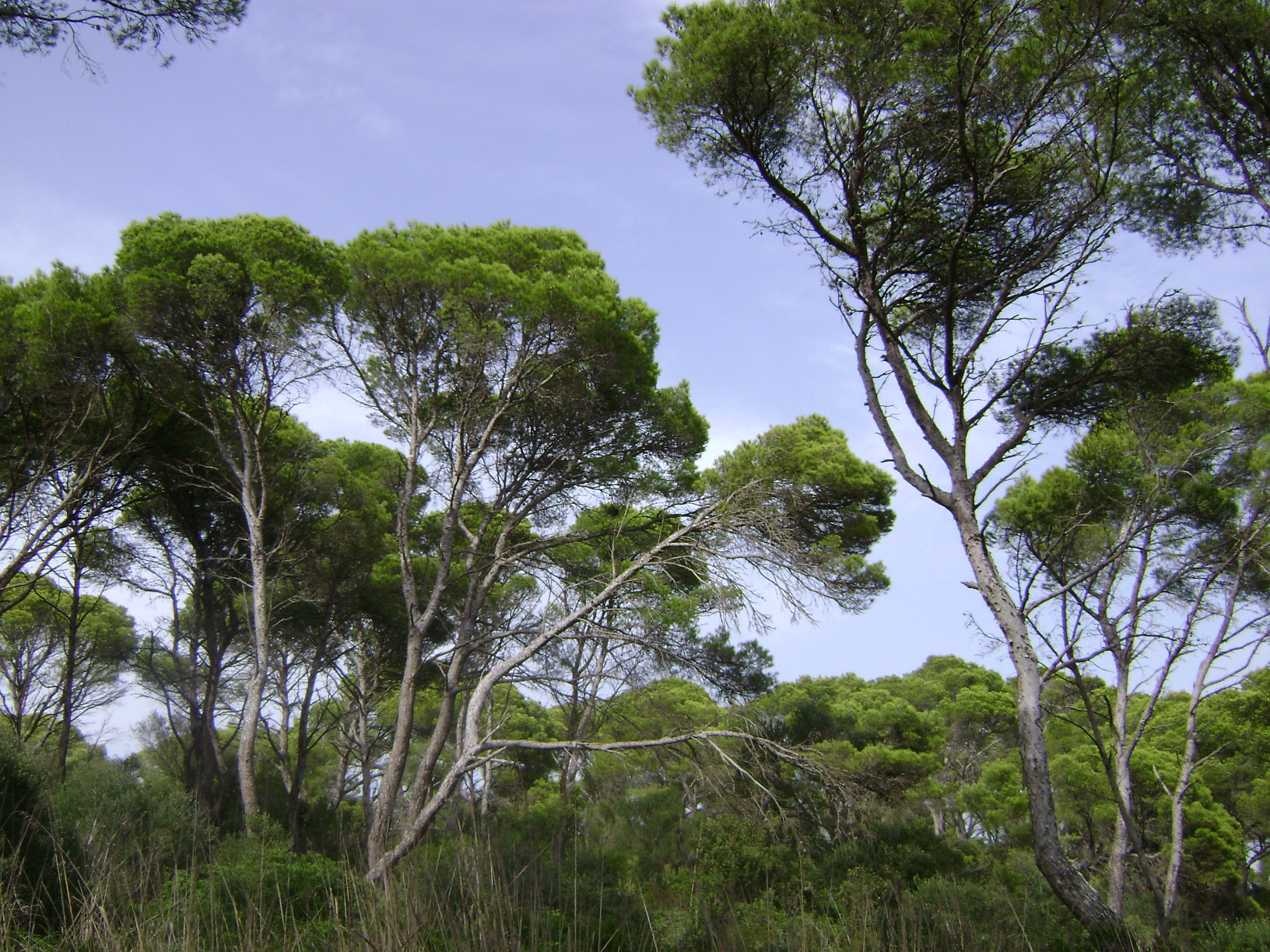
منظر طبيعي لصنوبر حلبي
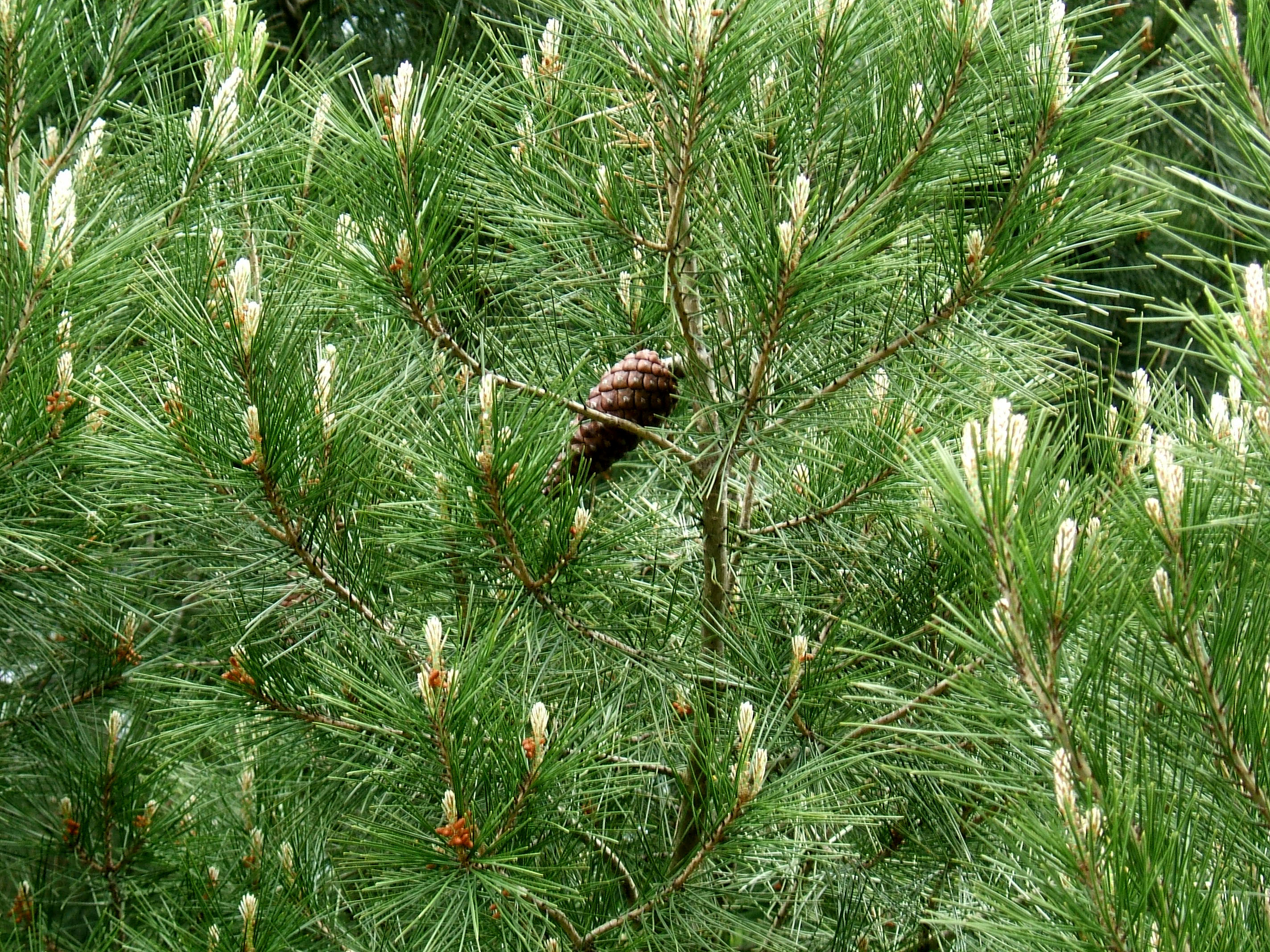
ثمرة الصنوبر الحلبي، نورثمبرلاند.
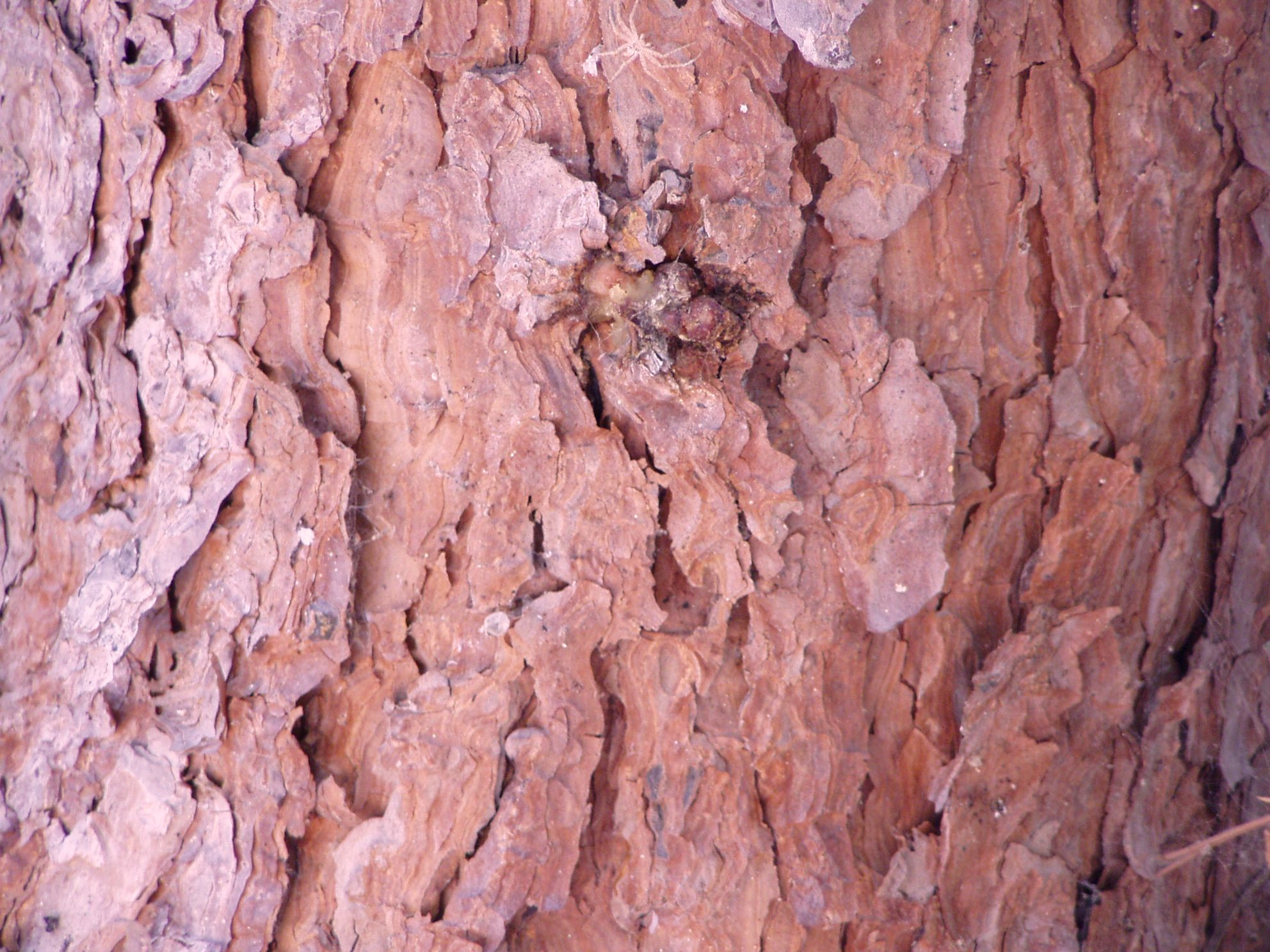
قشور جذوع شجرة الصنوبر الحلبي
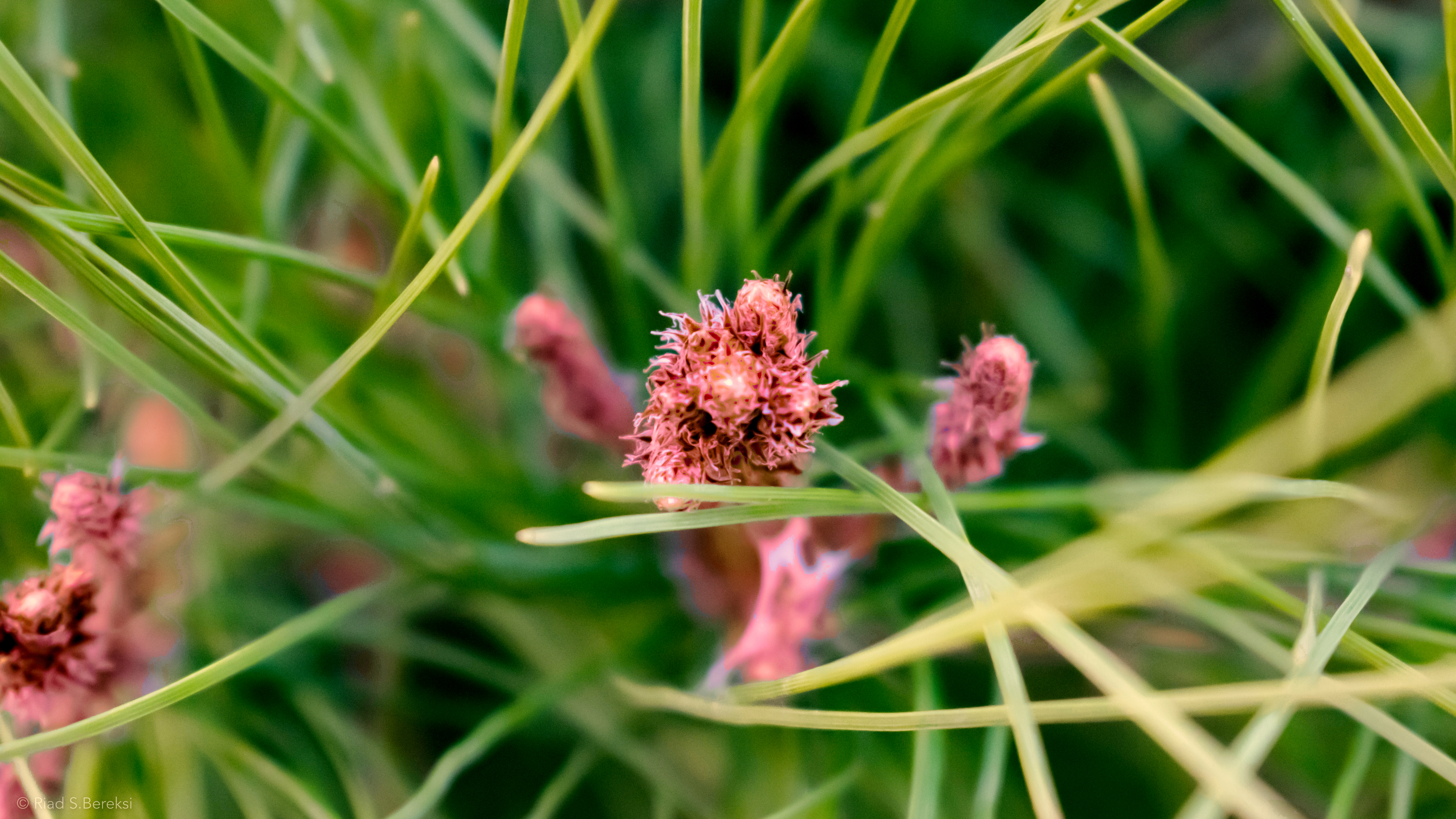
الصنوبر الحلبي، غابة أحفير، تلمسان
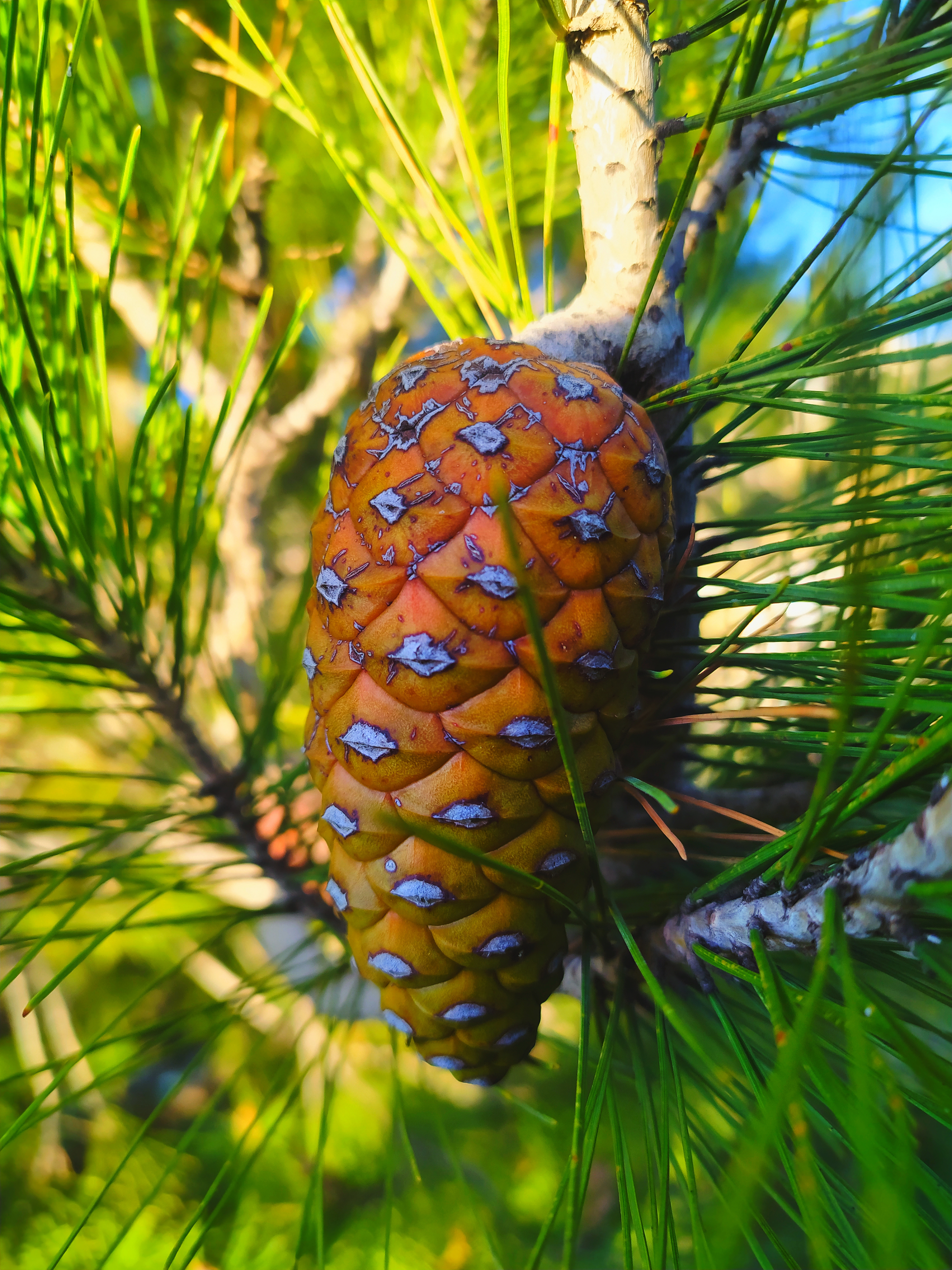
مخروط صنوبر حلبي في مدينة الخليل.
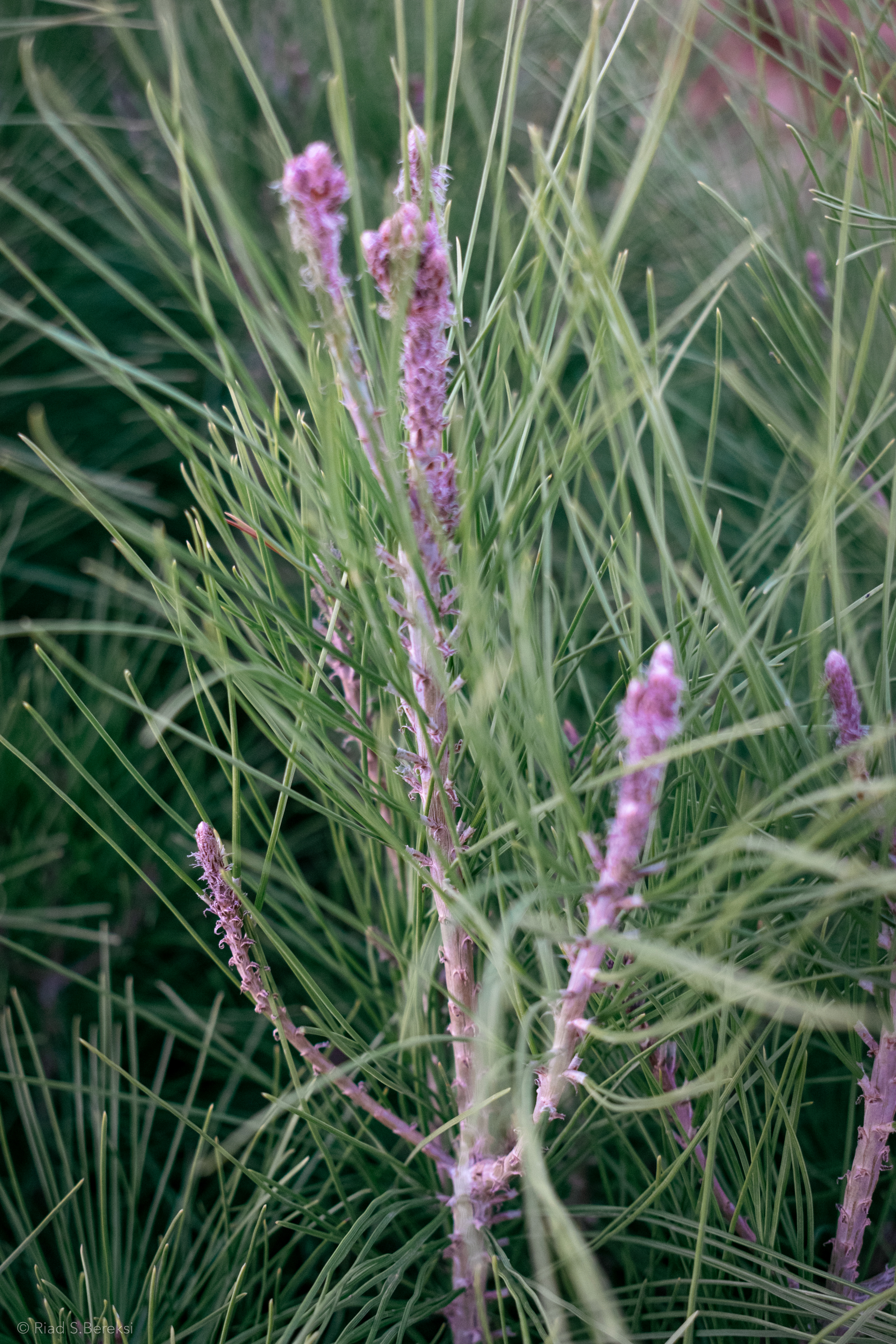
الصنوبر الحلبي، غابة أحفير، تلمسان
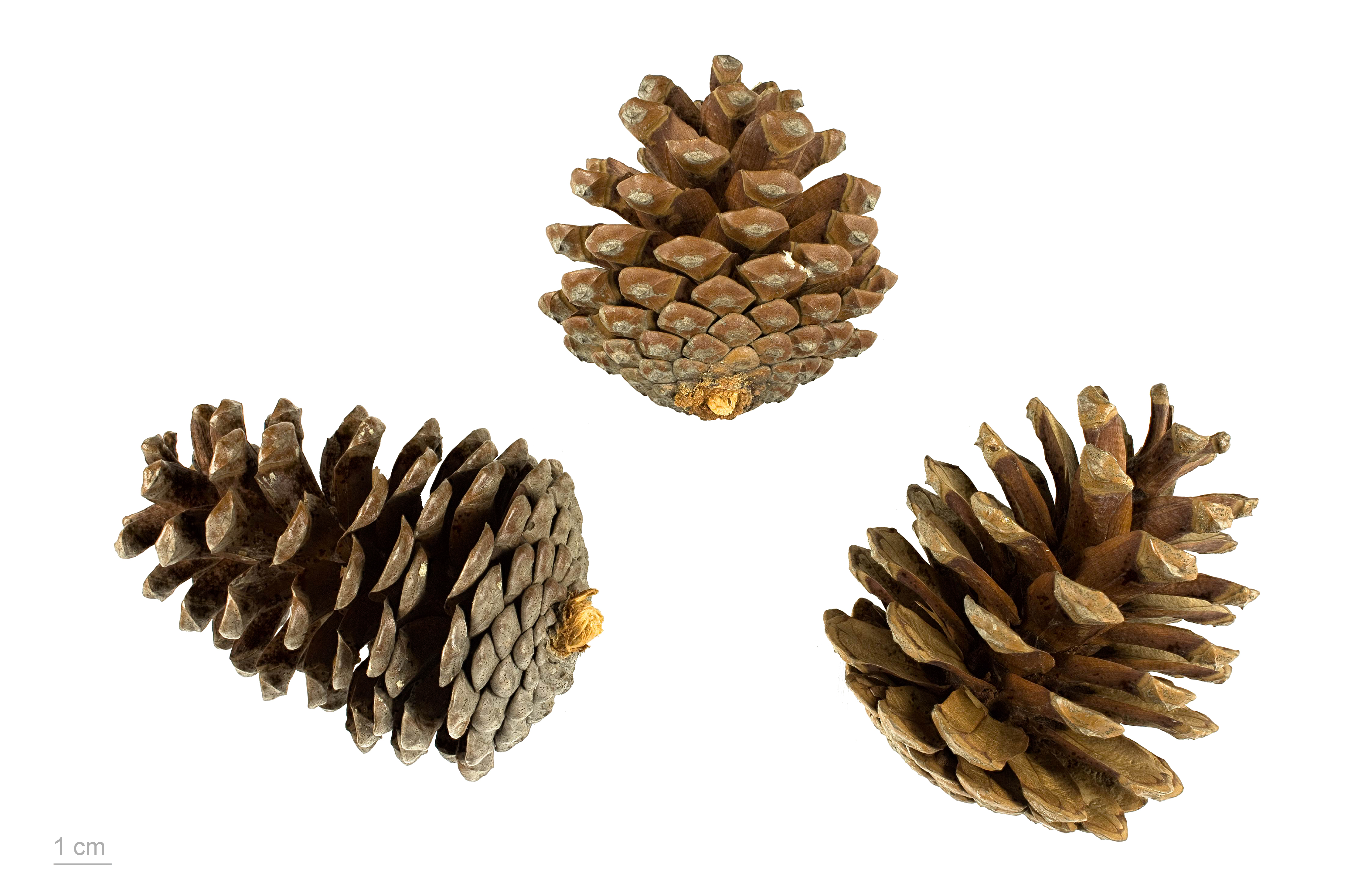
مخروطات الصنوبر الحلبي
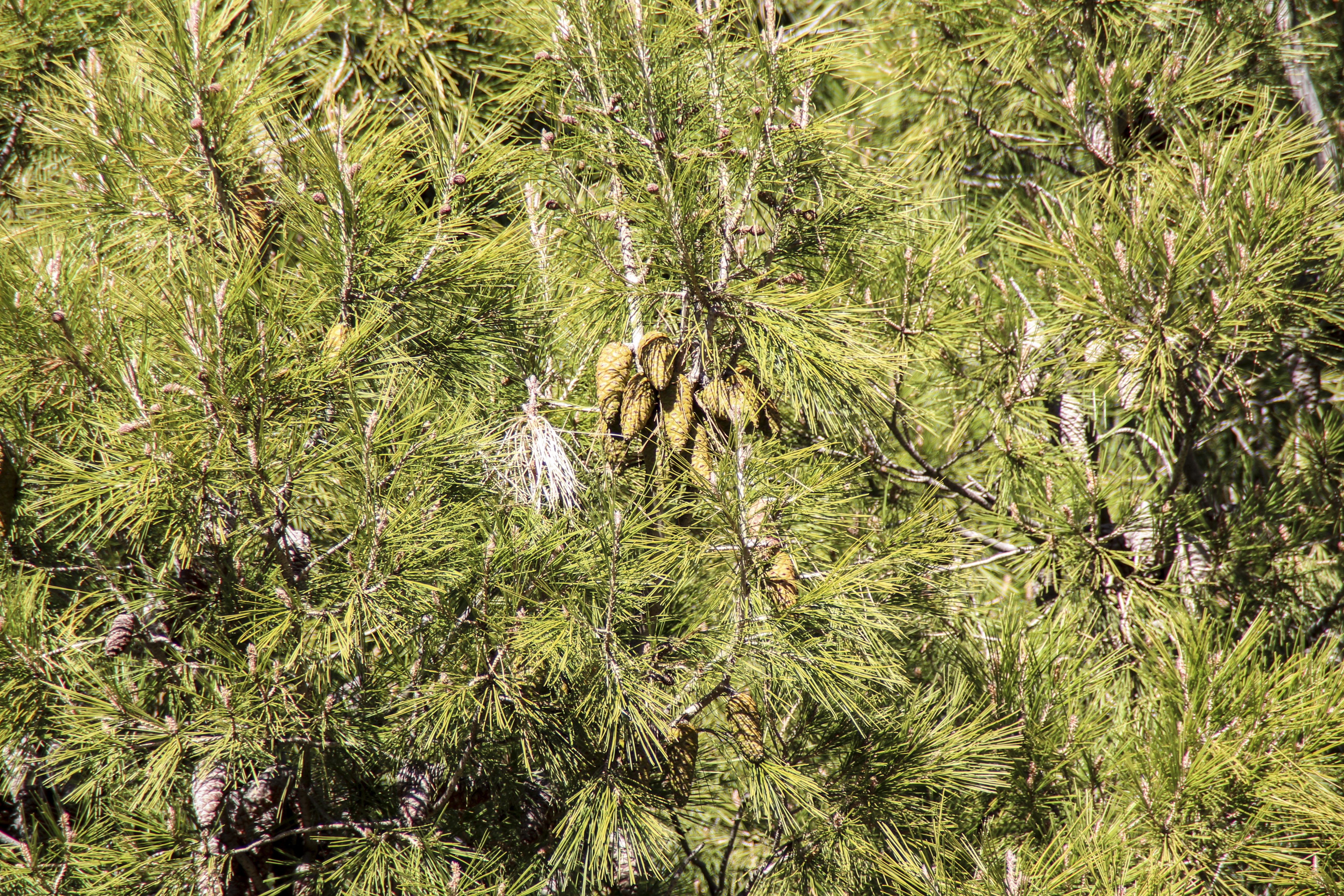
ثمار الصنوبر الحلبي، بلدة ايموزار مرموشة.